# Gulella paucidens
Gulella paucidens é uma espécie de gastrópode da família Streptaxidae.
É endémica da Tanzânia.